# Egger Getränke

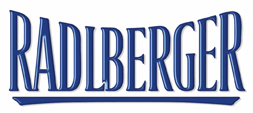
Radlberger Logo

Die Egger Getränke GmbH & Co OG (vormals Radlberger Getränke) ist ein österreichisches Unternehmen im Familienbesitz und Hersteller von Bier und alkoholfreien Getränken. Das 1988 gegründete Unternehmen hat seinen Sitz im St. Pöltner Stadtteil Radlberg und ist Teil der Egger Getränkegruppe. Schwesterfirma ist die Privatbrauerei Egger.
Mit über 250 Mitarbeitern füllt das Unternehmen pro Jahr 400 Millionen Produkte ab.

## Geschichte
Egger Getränke (damals noch Radlberger Getränke) begann seine Produktion 1988 am Standort in Radlberg. Bereits 1990 wurde eine zweite Abfüllanlage installiert, 1996 wurde die Lagerhalle erweitert. 2006 wurde eine Kaltaseptikanlage zur Abfüllung von stillen und kohlesäurehaltigen Produkten ohne Konservierungsmittel in Betrieb genommen, 2007 wurde die Lagerhalle erneut vergrößert. 2012 nahm man das vollautomatische Hochregallager mit 20.000 Palettenstellplätzen in Betrieb. 2013 feierte der Standort sein 25-jähriges Jubiläum. 2016 wurden Investitionen in technische Anlagen in Höhe von 1,5 Mio. Euro umgesetzt. 2019/20 investierte Egger Getränke 25 Mio. Euro in eine neue moderne Glasabfüllanlage.

## Geschäftsbereich
Egger verfügt über eine jährliche Produktionskapazität von 200 Millionen Einweg-PET-Flaschen in den Gebinden 0,33 l, 0,5 l, 1 l, 1,5 l und 2 l. Das derzeitige Sortiment umfasst: Stille und kohlensäurehaltige Limonaden, Säfte, Sodawasser, Near Water Getränke, Eistees, Energy Drinks, isotonische Getränke, Kindergetränke, Bio-Produkte, Sirupe, Wellnessgetränke, Weine und Bier. Egger Getränke produziert eigene Marken sowie Handelsmarken und arbeitet auch als Abfüller für andere Unternehmen. Zu den bekanntesten Marken des Unternehmens zählen Radlberger LIMÖ, Granny’s Apfelsaft gespritzt, Black Jack Cola, Echt Holler sowie Tiroler Alm.
Die Exportquote bei Radlberger lag 2015 bei rund 20 Prozent. Neben Deutschland als stärksten Exportmarkt für Limonaden beliefert der Getränkehersteller auch Ungarn, Tschechien, Slowenien, Serbien, Dänemark, Italien, die Schweiz, Slowakei, Bosnien, Schweden und die Niederlande, aber auch etwa Ägypten und exportiert die Marke Black Jack Cola nach China und ist nun in Shanghai in einer Supermarktkette gelistet.

## Sortiment
Limonaden
- LIMÖ
- Echt Holler
- Himbeer Kracherl
- Black Jack Cola

Gespritzte Säfte / 100% Säfte
- Granny’s gespritzt
- Grannys's still
- Grannys' Streuobst 100%
- Granny's Apfel-Birne 100%

Sodawasser
- Mix it Sodawasser extra prickelnd
- Mix it Sodawasser mild

Kindergetränke
- Peppa Pig
- PJ Masks
- My little Pony

Energy
- Imola Classic

Wein und Bier
- 2er Wein rot und weiß
- Weißer Spritzer
- Feldner Schankbier
- Erzherzog Leopold
- Egger Bier